# روكي ستون
روكي ستون (بالإنجليزية: Rocky Stone)‏ هو لاعب كرة قاعدة أمريكي، ولد في 23 أغسطس 1918 في ردينغ في الولايات المتحدة، وتوفي في 12 نوفمبر 1986 في فوونتين فالي في الولايات المتحدة.

## روابط خارجية
- روكي ستون على موقع دوري كرة القاعدة الرئيسي (الإنجليزية)
- روكي ستون على موقعبيزبول رفرنس.كوم (الدوري الرئيسي) (الإنجليزية)
- روكي ستون على موقعبيزبول رفرنس.كوم (الدوري الثانوي) (الإنجليزية)